# Orthocormus
Orthocormus es un género extinto de peces óseos que cuenta con una única especie, Orthocormus cornutus.